# Ramoji Rao
Cherukuri Ramoji Rao (16 de noviembre de 1936 – 8 de junio de 2024) fue un empresario, propietario de medios de comunicación y productor de cine indio. Fue el líder del Ramoji Group, que posee la instalación de producción cinematográfica más grande del mundo, Ramoji Film City. También fue propietario del periódico Eenadu, la red de canales de televisión ETV Network y la compañía de producción cinematográfica Ushakiran Movies..
Sus otros negocios incluyeron Margadarsi Chit Fund, Dolphin Group of Hotels, Kalanjali Shopping Mall, Priya Pickles, la plataforma OTT ETV Win y Mayuri Film Distributors.
Rao obtuvo cuatro Filmfare Awards South, cinco Nandi Awards y el Premio Nacional de Cine por su trabajo en el cine telugu. En 2016, fue honrado con el Padma Vibhushan, el segundo mayor honor civil de la India, por sus contribuciones en periodismo, literatura y educación.

## Vida personal
Cherukuri Ramoji Rao nació el 16 de noviembre de 1936 en Pedaparupudi, Distrito de Krishna, Presidencia de Madrás, India, en el seno de una familia agrícola. Las empresas del Ramoji Group incluyen Margadarsi Chit Fund, el periódico Eenadu, ETV Network, Ramadevi Public School, Priya Foods, Kalanjali, Ushakiran Movies y Ramoji Film City, ubicada cerca de Hyderabad. Además, fue presidente del Dolphin Group of Hotels en Andhra Pradesh.
El hijo menor de Rao, Cherukuri Suman, murió de leucemia el 7 de septiembre de 2012. Rao falleció de una enfermedad cardíaca en Hyderabad, el 8 de junio de 2024, a la edad de 87 años. Fue cremado con honores estatales en Ramoji Film City, el 9 de junio de 2024, donde se espera que se erija su memorial.

## Filmografía
- 1984: Srivariki Premalekha (Carta de amor a Srivari)
- 1984: Kanchana Ganga (Río Kanchana)
- 1984: Sundari Subbarao (La bella Subbarao)
- 1985: Mayuri (Peacock)
- 1985: Pratighatana (Represalia) –
- 1985: Preminchu Pelladu (El amante)
- 1986: Pakarathinu Pakaram (Represalia)
- 1986: Mallemoggalu (El aroma del jazmín)
- 1986: Car Diddina Kapuram (El matrimonio roto)
- 1986: Naache Mayuri (Peacock)
- 1987: Chandamama Rave (Ven, luna)
- 1987: Pratighaat (Represalia)
- 1987: Premayanam (Viaje de amor)
- 1988: O Bharya Katha (La historia de la esposa)
- 1989: Mouna Poratam (La lucha silenciosa)
- 1989: Paila Pacheesu (Los 25 pasos)
- 1990: Judgement (Juicio)
- 1990: Mamasri (Tío) - 1990: Manasu Mamata (El corazón y la madre)
- 1991: Amma (Madre) - 1991: Aswini (Aswini)
- 1991: People's Encounter (Encuentro del pueblo)
- 1991: Jagannatham & Sons (Jagannatham y hijos)
- 1992: Vasundhara (Vasundhara)
- 1992: Teja (Teja)
- 1998: Padutha Theeyaga (Canta melodiosamente)
- 1998: Daddy Daddy (Papá Papá)
- 1999: Mechanic Mamaiah (El mecánico Mamaiah)
- 2000: Subhavela (Buen momento)
- 2000: Chitram (Imagen)
- 2000: Moodu Mukkalaata (Tres juegos)
- 2000: Nuvve Kavali (Te quiero)
- 2000: Dr. Munshir Diary (El diario del Dr. Munshir)
- 2001: Deevinchandi (Por favor, dame)
- 2001: Ninnu Choodalani (Quiero verte)
- 2001: Akasa Veedhilo (En las calles del cielo)
- 2001: Chitra (Imagen)
- 2001: Anandam (Felicidad)
- 2001: Ishtam (Amor)
- 2002: Manasuvunte Chalu (Si tienes un corazón, es suficiente)
- 2002: Priya Nestama (Amiga querida)
- 2002: Neetho (Contigo)
- 2002: Ninagagi (Para ti)
- 2003: Tujhe Meri Kasam (Te juro)
- 2003: Ananda (Felicidad)
- 2003: Oka Raju Oka Rani (Un rey una reina)
- 2003: Toli Choopulone (En la primera mirada)
- 2003: Inidhu Inidhu Kadhal Inidhu (Dulce, dulce, amor dulce)
- 2003: Bombaiyer Bombete (El bandido de Bombay)
- 2004: Anandamanandamaye (Siempre feliz)
- 2004: Thoda Tum Badlo Thoda Hum (Cambia un poco tú, cambiaré un poco yo)
- 2006: Veedhi (Calle)
- 2007: Sixer (Seis)
- 2008: Nachavule (Baila)
- 2009: Ninnu Kalisaka (Hasta que te conocí)
- 2009: Savaari (Viaje)
- 2010: Betting Bangaraju (Apostando por Bangaraju)
- 2011: Nuvvila (Te quiero)
- 2015: Beeruva (Armario)
- 2015: Dagudumootha Dandakor (El juego de Saivam)